# Roselil og stentrolden
Roselil og stentrolden er en dansk børnefilm fra 2022 instrueret af Karla Holmbäck.

## Handling
I det fantastiske Sommerland bor den ensomme og usikre blomsterfe Roselil. Roselils største drøm er at få en ven. En dag møder hun den seje og rebelske sommerfugl Silke, og de to bliver straks veninder, selvom de er hinandens modsætninger. Silke vil på eventyr i Sommerlandet, mens forsigtige Roselil helst vil blive hjemme i sin Rosenbusk. Men da Silke en dag bliver kidnappet af en ond Stentrold, må Roselil samle alt sit mod til at begive sig ud på en farlig rejse for at redde sin veninde.

## Medvirkende
- Augusta Gjerulf Mikkelsen, Roselil
- Katinka Krarup Munksnæs, Silke
- Villads Christrup, Karl Gustav
- Ghita Nørby, Stentrolden
- Bodil Jørgensen, Heksen
- Rasmus Botoft, Hr. Mus
- Marie Louise Wille, Fru Mus
- Peter Larsen, Klogugle
- Aske Bang, Dunder
- Frida Bagge Johansen, Frida
- Alice Marquis, Blomsterbi
- Lars Knutzon, Elverkongen
- Anne Marie Helger, Kongens rådgiver